# Wijken en buurten in Eemnes
De Nederlandse gemeente Eemnes is voor statistische doeleinden onderverdeeld in wijken en buurten. De gemeente is verdeeld in de volgende statistische wijken:
- Wijk 00 (CBS-wijkcode:031700)

Een statistische wijk kan bestaan uit meerdere buurten. Onderstaande tabel geeft de buurtindeling met kentallen volgens het Centraal Bureau voor de Statistiek (2008):
| CBS-buurtcode | Buurtnaam                                              | Inwonertal | Opp. totaal (ha) | Opp. land (ha) | Ligging                |
| ------------- | ------------------------------------------------------ | ---------- | ---------------- | -------------- | ---------------------- |
| BU03170000    | Eemnes                                                 | 570        | 43               | 43             | Locatie in de gemeente |
| BU03170001    | Meentweg                                               | 220        | 112              | 112            | Locatie in de gemeente |
| BU03170002    | Laarderweg                                             | 1480       | 54               | 54             | Locatie in de gemeente |
| BU03170003    | Wakkerendijk                                           | 390        | 124              | 124            | Locatie in de gemeente |
| BU03170004    | Noordbuurt                                             | 3980       | 73               | 73             | Locatie in de gemeente |
| BU03170005    | Zuidbuurt                                              | 2040       | 37               | 37             | Locatie in de gemeente |
| BU03170008    | Verspreide huizen ten zuidwesten van de Rijksstraatweg | 120        | 127              | 127            | Locatie in de gemeente |
| BU03170009    | Overige verspreide huizen                              | 170        | 2571             | 2533           | Locatie in de gemeente |